# Achter de wolken
Achter de wolken is een Vlaamse dramafilm uit 2016. Het is de debuutlangspeelfilm van Cecilia Verheyden. De film gaat over een koppel, vertolkt door Jo De Meyere en Chris Lomme, die een liefdesgeschiedenis delen die vijftig jaar eerder begon maar na tien jaar eindigde toen zij met zijn beste vriend trouwde. Veertig jaar later zien ze elkaar terug en flakkert de passie terug op. Het scenario werd geschreven door Michael De Cock en is een bewerking van zijn theaterstuk.
De art direction van Bart Van Loo werd in 2016 genomineerd voor een Ensor. Producent was Peter Bouckaert voor Eyeworks Film & TV Drama. Co-producenten waren Jean-Pierre en Luc Dardenne en ÉÉN, Les Films du Fleuve en SCIO Productions. De film kwam tot stand met steun van het Vlaams Audiovisueel Fonds (VAF), het STAP Programma van Telenet en de Belgische tax shelter voor filmfinanciering.

## Rollen
- Chris Lomme als Emma
- Jo De Meyere als Gerard
- Charlotte De Bruyne als Evelien
- Katelijne Verbeke als Jacky
- Lucas Van den Eynde als Werner
- Hugo Van den Berghe als Karel
- Charlotte Anne Bongaerts als jonge Emma
- François Beukelaers als Arnold
- Karel Vingerhoets als Frederik